# Long Barn (Kalifornija)
Long Barn je naseljeno područje za statističke svrhe u američkoj saveznoj državi Kalifornija. Prema popisu stanovništva iz 2010. u njemu je živjelo 155 stanovnika.